# ラット・フェルレフ・スタディオン
ラット・フェルレフ・スタディオン（Rat Verlegh Stadion）は、オランダ・北ブラバント州ブレダにあるサッカー専用スタジアム。NACブレダがホームスタジアムとして使用している。

## 概要
スタジアム周辺は企業のオフィスや商業施設が集中しており、スタジアム南側のスーパーマーケットである「Jumbo Foodmarkt」とは駐車場を共有しているため、スタジアムから出てすぐ隣に隣接している。
1996年の開場から12年が経過した2008年に2年をかけてスタジアムの拡張工事が行われた。北側のゴール裏スタンドにあった立ち見席のエリアを拡大させて収容人数を19,000人へと増加させ、そのほか老朽化した施設に修繕を施した。
スタジアム名はNACブレダの黎明期に活躍し、オランダ代表でもプレーしたアントーン・フェルレフから取られている。また、スタジアムが開場した1996年から2003年までは日本の企業である富士フイルムが命名権を買収し、富士フイルム・スタディオン (Fujifilm-stadion)と命名されていた。
スタジアム初の国際Aマッチは2002年2月12日のトルコ代表対エクアドル代表の試合で行われ、エクアドル代表が1-0で勝利した。
2017年7月から8月にかけてはUEFA欧州女子選手権2017の会場の一つとなり、準決勝を含む合計5試合が戦われた。

## 開催された主な試合
- 国際Aマッチ

| 日付          | ホームチーム | 結果 | アウェーチーム | ラウンド |
| ------------- | ------------ | ---- | -------------- | -------- |
| 2002年2月12日 | トルコ       | 0-1  | エクアドル     | 親善試合 |

- UEFA欧州女子選手権2017

| 日付          | ホームチーム | 結果         | アウェーチーム | ラウンド  |
| ------------- | ------------ | ------------ | -------------- | --------- |
| 2017年7月17日 | ドイツ       | 0-0          | スウェーデン   | グループB |
| 2017年7月20日 | ノルウェー   | 0-2          | ベルギー       | グループA |
| 2017年7月23日 | イングランド | 1-0          | スペイン       | グループD |
| 2017年7月26日 | スイス       | 1-1          | フランス       | グループC |
| 2017年8月3日  | デンマーク   | 0-0 (3-0 p.) | オーストリア   | 準決勝    |

- 国際Aマッチ (女子)

| 日付           | ホームチーム | 結果 | アウェーチーム | ラウンド                          |
| -------------- | ------------ | ---- | -------------- | --------------------------------- |
| 2017年6月9日   | オランダ     | 0-1  | 日本           | アルガルヴェ・カップ2017          |
| 2018年10月5日  | オランダ     | 2-0  | デンマーク     | 2019 FIFA女子ワールドカップ・予選 |
| 2020年11月27日 | オランダ     | 0-2  | アメリカ合衆国 | 親善試合                          |
| 2020年12月1日  | オランダ     | 6-0  | コソボ         | UEFA欧州女子選手権2022予選        |

## ギャラリー

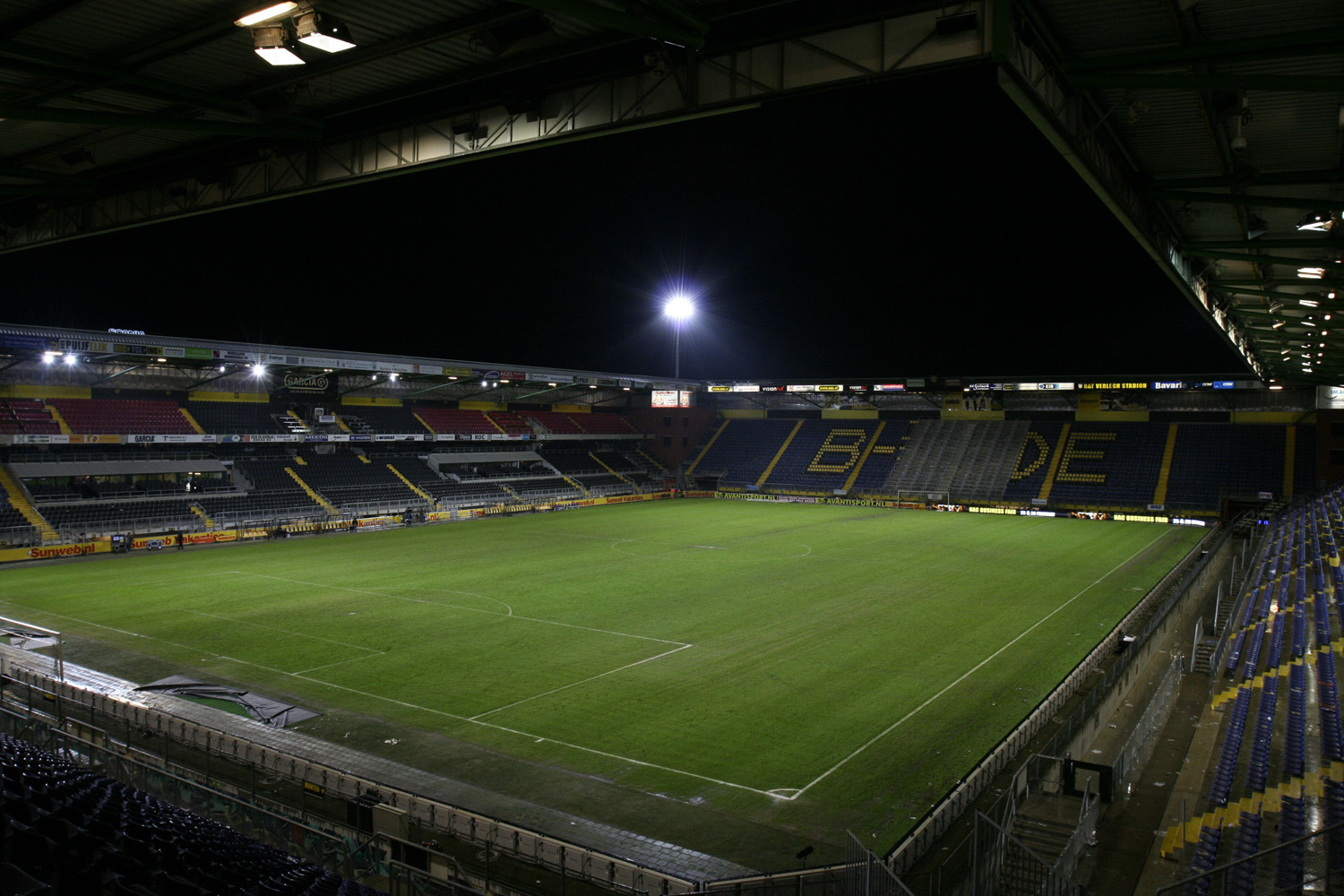
夜のスタジアム (2010年)
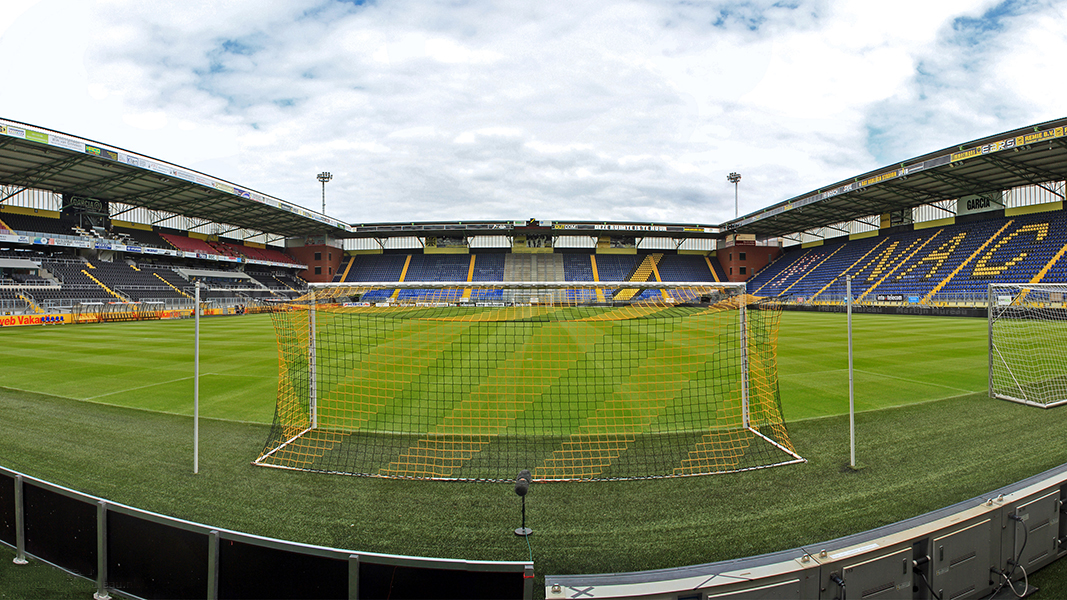
ゴール裏からの眺め (2013年)
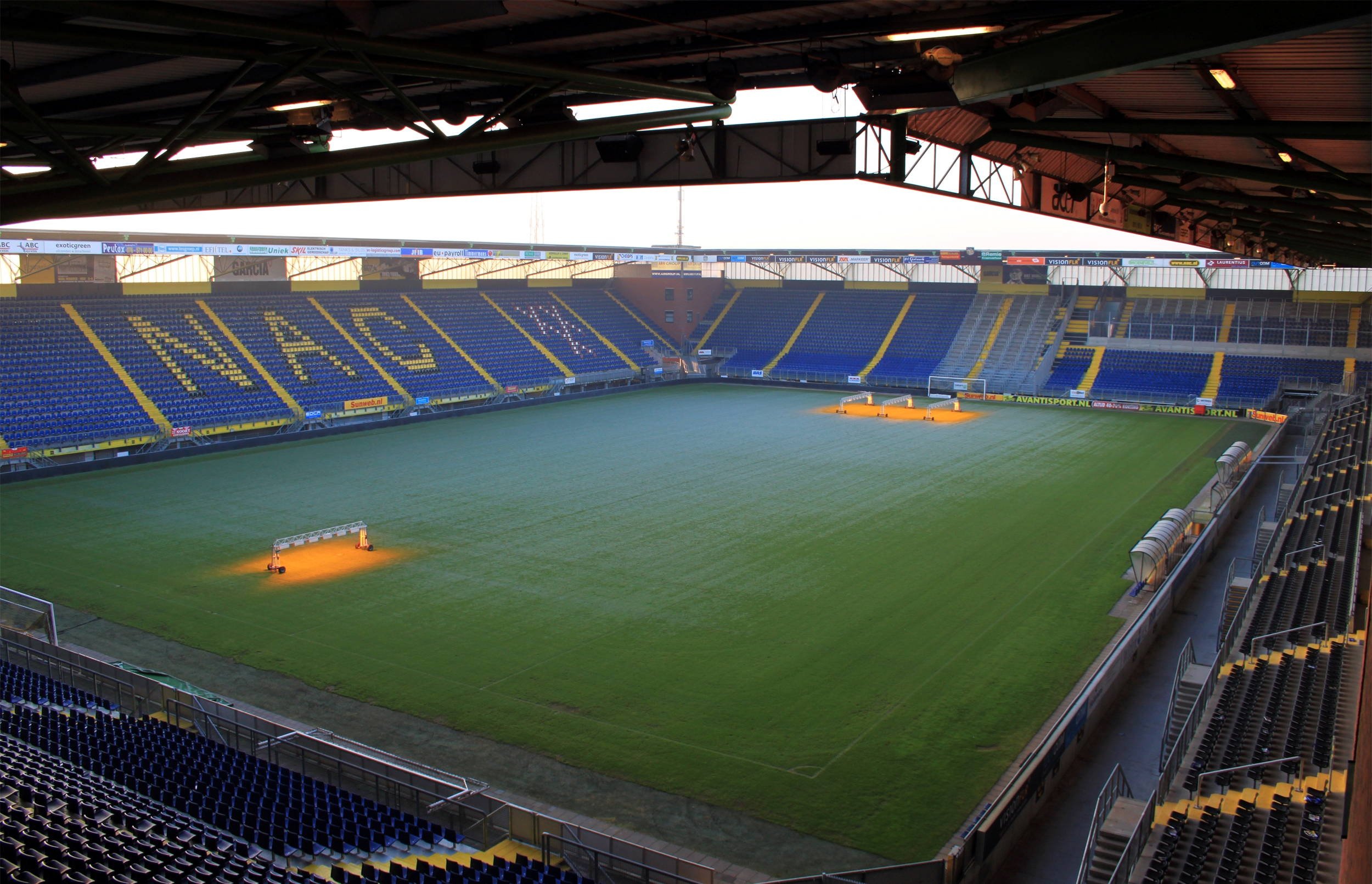
スタジアム内観 (2011年)
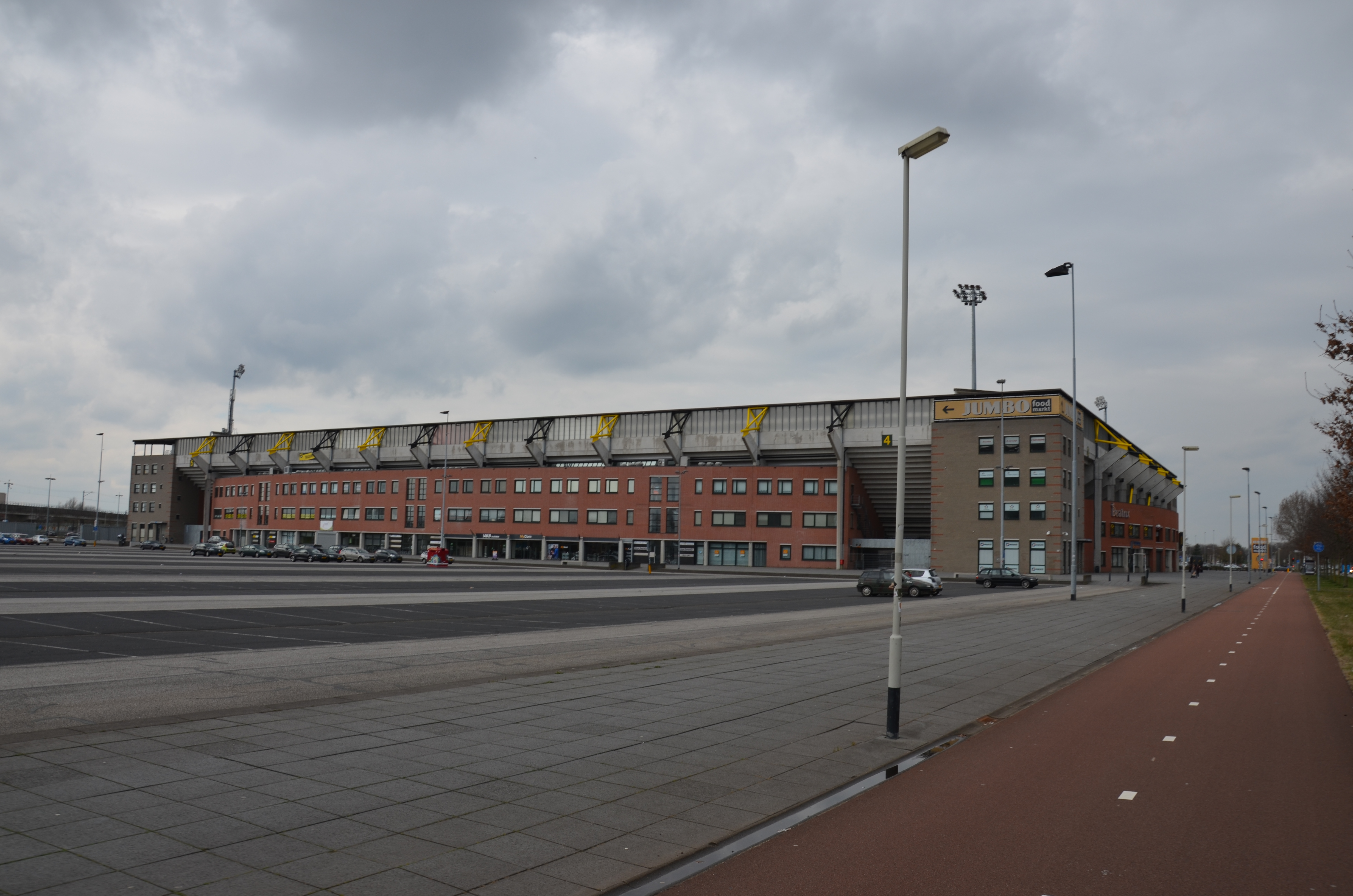
スタジアム外観 (2018年)
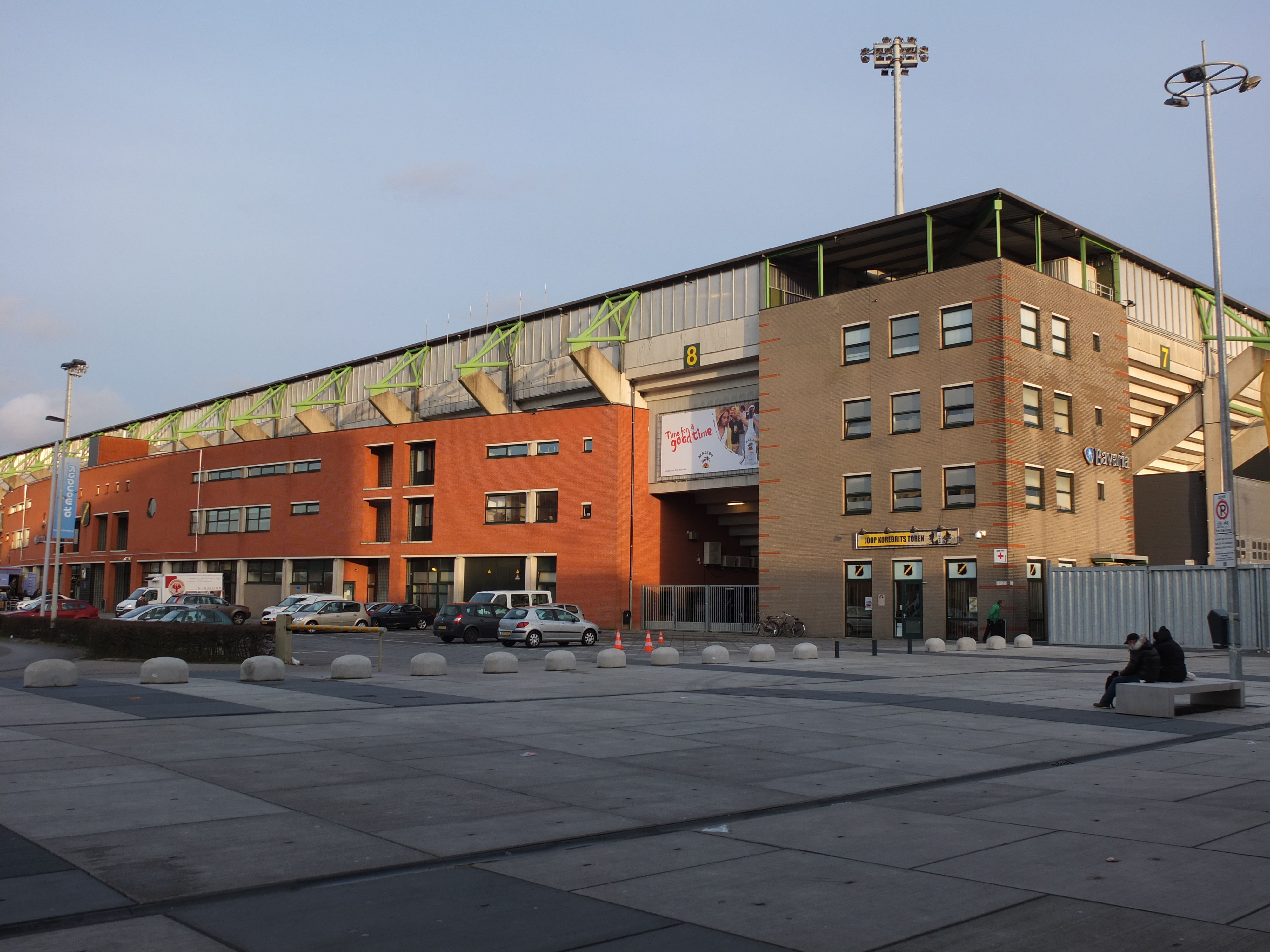
メインスタンド外観